# Bandera de La Concha 2001
La Bandera de La Concha 2001 fue una competición de traineras que se celebró el 2 y el 9 de septiembre de 2001 en la Bahía de La Concha en San Sebastián (Guipúzcoa) España. Para clasificarse para esta edición se celebró una regata clasificatoria entre veinte tripulaciones, de las cuales se clasificaron siete, a las que se añadió la tripulación donostiarra, clasificada por ser la trainera local.

## Previo
En el año 2001 se disputó la Liga A de traineras, que contaba con la presencia de los clubes más importantes de traineras.

## Participantes
| Castro Urdiales         | La Marinera (205,5)      | Jose Luis Korta y Asier Zurinaga |
| Donostia Arraun Lagunak | Lugañene (204,5)         | Asier López                      |
| Hondarribia             | Ama Guadalupekoa (211,5) | Joseba Amunarriz                 |
| Illunbe                 | Azkuene (212)            | Gaizka Garmendia                 |
| Orio                    | Txiki (205,5)            | Oskar Rodríguez                  |
| Pasai Donibane          | Erreka (210,5)           | Joseba Arbona                    |
| Paternina-Indaux        | Telmo Deun (200,5)       | Xabier Eizagirre                 |
| Tirán                   | Tirán (204,5)            | José Manuel Francisco            |

## Primera jornada
Orio era el favorito en la primera regata, con las apuestas a su favor. Todas las traineras participantes habían sido construidas por Amilibia. En la primera tanda el favorito era San Juan, pero en la ciaboga el mejor tiempo lo marcó Tirán con un tiempo de 9:54, por los 10:20 de San Juan, 10:03 de Fuenterrabía y 10:06 de Trintxerpe. A la vuelta Hondarribia iba muy pegado a San Juan, pero supo aprovechar mejor las olas y terminó sacando tres segundos en meta a los remeros de San Juan.
En la segunda tanda se esperaba una gran rivalidad entre los otros dos favoritos, Orio y Castro. Castro intentó sorprender en la salida, marcando un ritmo muy fuerte. Sin embargo, en la ciaboga Orio marcaba el mejor tiempo, con 9:47. Por detrás estaba Castro con 9:52, Paternina-Indaux con 10:10 y Donostia Arraun con 10:16. A la vuelta Orio aumentaba la diferencia con sus rivales y llegaba a meta con un tiempo de 19:39,66, el octavo mejor tiempo de la historia de la regata.

## Segunda jornada
En la primera tanda el favorito para la victoria era Koxtape. Estos se adelantaron desde el principio y terminaron obteniendo una renta de nueve segundo con respecto a sus más inmediatos perseguidores, los remeros de Zumaia-Getaria.
En la segunda tanda se esperaba que Orio venciese la tanda, y ya en la ciaboga cumplía los pronósticos de las apuestas, obteniendo el mejor tiempo con 10:02 minutos. Por detrás, Tirán llegó a los 10:05, Castro a los 10:08 y Fuenterrabía a los 10:26. Había dejado de llover, pero la mar había empeorado con respecto a la tanda anterior. A la vuelta la tripulación de Castro iba muy pegada a la de Orio, y empopando varias olas se puso por delante hasta terminar con un tiempo de 21:29,75, once segundos menos que Orio, que por 82 centésimas se adjudicó la bandera de la Concha.
Orio impugnó la regata, pero los jueces dictaminaron que la regata había sido correcta, y dio por ganador a Castro. Era la primera vez que el club de Castro obtenía la bandera de la Concha, y desde 1976 ningún otro barco cántabro la había obtenido. Su entrega se realizó en la balconada principal del Ayuntamiento, algo que no se había hecho desde 1949. La diferencia entre la primera y segunda clasificadas era la menor de la historia. En Castro hubo casi 15.000 personas para recibir a los remeros en la Plaza del Ayuntamiento, que llegaron a las 20:30 horas a la localidad.

## Resultado
| Tiempos definitivos | Tiempos definitivos | Tiempos definitivos | Tiempos definitivos | Tiempos definitivos | Tiempos definitivos |               |
| Puesto              | Club                | 1ª jornada          | 2ª jornada          | Acumulado           | Diferencia          | Premio        |
| ------------------- | ------------------- | ------------------- | ------------------- | ------------------- | ------------------- | ------------- |
| 1                   | Castro Urdiales     | 19:49:68            | 21:29:75            | 41:19:43            | -                   | 2300000 ptas. |
| 2                   | Orio                | 19:39:66            | 21:40:66            | 41:20:32            | + 0:00:49           | 1600000 ptas. |
| 3                   | San Juan            | 20:08:16            | 21:25:61            | 41:33:77            | + 0:14:34           | 1200000 ptas. |
| 4                   | Tirán               | 19:47:65            | 22:00:11            | 41:47:76            | + 0:28:33           | 875000 ptas.  |
| 5                   | Paternina-Indaux    | 20:22:12            | 21:35:31            | 41:57:43            | + 0:38:00           | 660000 ptas.  |
| 6                   | Illunbe             | 20:12:80            | 21:44:82            | 41:57:62            | + 0:38:19           | 550000 ptas.  |
| 7                   | Hondarribia         | 20:05:41            | 22:30:69            | 42:36:10            | + 1:16:67           | 475000 ptas.  |
| 8                   | Donostia A.L.       | 20:34:82            | 22:15:09            | 42:49:91            | + 1:30:48           | 425000 ptas.  |